# Odontotrypes gogona
Odontotrypes gogona es una especie de coleóptero de la familia Geotrupidae.

## Distribución geográfica
Habita en Bután.